# Utricularia inthanonensis
Utricularia inthanonensis este o specie de plante carnivore din genul Utricularia, familia Lentibulariaceae, ordinul Lamiales, descrisă de Piyakaset Suksathan și Amp; J.Parn.. Conform Catalogue of Life specia Utricularia inthanonensis nu are subspecii cunoscute.